# 吉爾伯特 (內華達州)
吉爾伯特（英語：Gilbert）是位於美國內華達州埃斯梅拉達縣的鬼鎮。

## 歷史
吉爾伯特的郵局於1925年設立，其後於1942年停運。

## 地理
吉爾伯特所處的海拔為高於海平面1887米（即6191英呎），而該地所採用的時區為UTC-8，即太平洋时区（PST）。同時該地設有夏令時間，為UTC-8調快一小時，即UTC-7（PDT）。